# Yuriy Lahutyn
Yuriy Vasilyevich Lahutyn (em russo: Юрiй Васильович Лагутин,: Zaporizhzhia, 15 de fevereiro de 1949 - 30 de abril de 1978) foi um handebolista soviético, campeão olímpico.
Yuriy Lahutyn fez parte do elenco campeão olímpico de handebol nas Olimpíadas de Montreal de 1976.